# ATS-27 평택
ATS-27 평택(平澤)은 대한민국 해군의 구난함이다. 미 해군이 쓰던 중고 구난함을 도입한 것이다. 1968년에 건조되어 1972년 미 해군에 취역, 1996년 퇴역과 동시에 대한민국 해군에 재취역했다가 2016년에 최종적으로 퇴역했다.

## 함사
평택함은 1968년 2월 19일 영국의 브루크 마린 사에서 건조되어 1972년부터 1996년까지 24년간 미국 해군에서 임무를 수행하고 퇴역했다. 당시 대한민국 해군은 광활한 작전해역에서 보다 우수한 능력을 보유한 구조함이 필요하다고 판단하여 미국의 이든턴급 구난함인 뷰포트함과 브룬스윅함 2척을 중고로 구입했다. 뷰포트함은 평택함으로, 브룬스윅함은 광양함으로 명명했다.
평택함은 1997년 4월 1일 취역과 함께 5성분전단 55구조·군수지원전대에 예속돼 2016년까지 20년 동안 동·서·남해 모든 해역에서 침몰 및 좌초된 선박의 구조, 함정 예인, 항만 및 수로 장애물 제거 지원 등 다양한 임무를 수행했다.
평택함은 2007년 태안 기름유출 사고 방재작전, 2010년 천안함 구조 및 인양작전, 추락 링스 헬기 탐색작전, 참수리 295호정 인양작전 등을 수행했으며 지난 2014년 세월호 참사 당시에는 실종자 구조와 탐색작전에도 활약했다.
평택함에는 함상감압실이 있었다. 기압을 천천히 높이는 방으로, 잠수병을 1차적으로 치료해 준다. 그 후 군병원으로 이송되는 방식으로 운영됐다. 이를 통해 제주 해녀의 감압병에 치료 지원하기도 했다. 또한 연평도 폐어망 수거 작전에 지속적으로 투입됐는데, 퇴역 직전인 2016년 8월에는 연평도 폐그물 수거작전에서 144톤에 달하는 역대 최대 폐그물 수거 실적을 달성했다.
평택함은 2016년 12월 28일 오후 2시, 진해군항 서해대에서 김종일 해군작전사령부 부사령관(소장) 주관으로 평택함 퇴역식을 거쳐 최종 퇴역했다. 이날 퇴역식에는 역대 평택함장과 승조원, 주한미해군사령부(CNFK) 참모장 헨리 킴(Henry Kim) 대령, 공재광 평택시장, 주한 영국 무관 등 200여명이 참석했다. 평택함은 미 해군에서 도입해 마지막까지 운영한 함정이었기 때문에 앞으로 대한민국 해군은 자국 건조된 함정들로만 운영하게 되었다. 평택함은 내부 개조 과정을 거쳐 2018년 전반기 즈음에 자매결연 도시인 평택시에 양도돼 대국민 안보 체험장으로 남게 될 예정이다.

## 같이 보기
- 살보함 - 천안함 구조에 참여한 미군의 구난함이다.
- ATS-28 광양